# Antirrhinum meonanthum
Antirrhinum meonanthum là một loài thực vật có hoa trong họ Mã đề. Loài này được Hoffmanns. & Link mô tả khoa học đầu tiên năm 1813.